# 屈臣氏蒸餾水

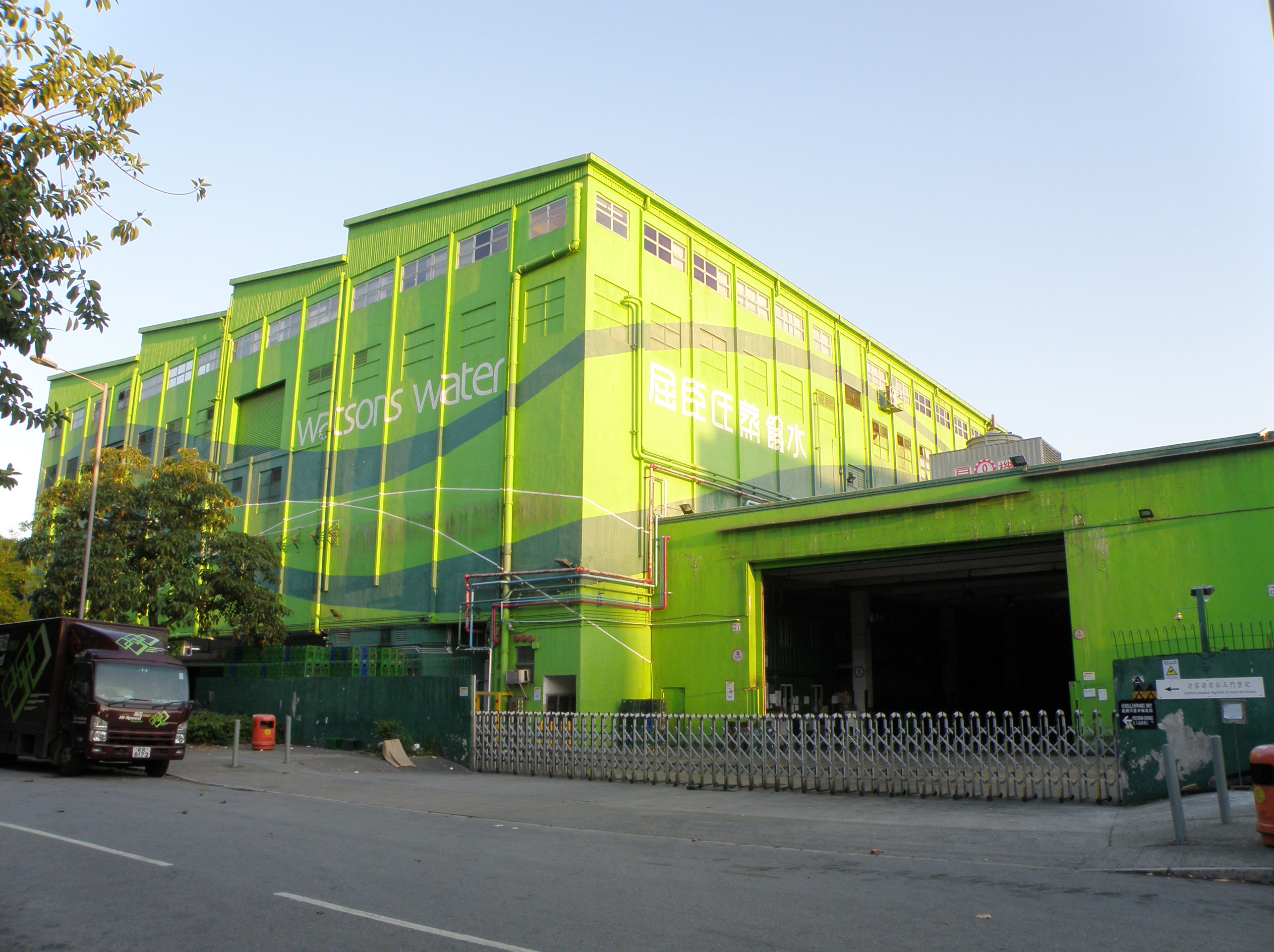
屈臣氏蒸餾水中心

屈臣氏蒸餾水是香港長江和記實業旗下的屈臣氏集團在香港生產及銷售的瓶裝蒸餾水。總部設於新界東區之大埔工業邨，為長江和記實業有限公司全資附屬機構，目前由屈臣氏蒸餾水（香港）有限公司負責管理。屈臣氏蒸餾水源於1903年，是鑒於當時香港缺乏乾淨的飲用水而推出。
屈臣氏蒸餾水在香港、中國大陸，以至東南亞地區均廣受歡迎，生產廠房遍佈香港、北京、上海及廣州，同時為新加坡、馬來西亞及台灣等國家地區提供及銷售蒸餾水。2001年，屈臣氏推出「加礦」蒸餾水，並於2002年推出全新瓶裝設計。

## 贊助

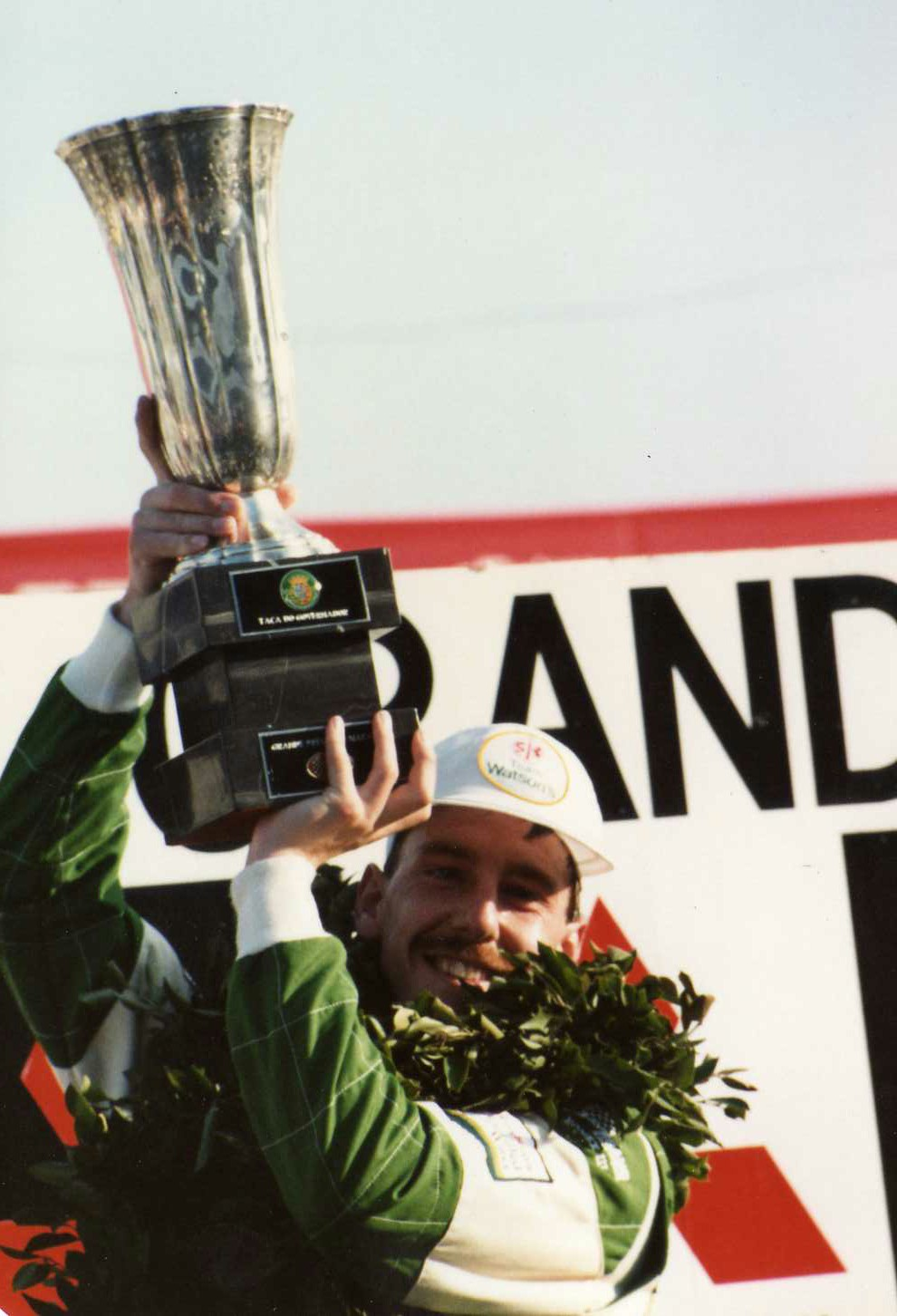
由屈臣氏蒸餾水贊助的華萊士（Andy Wallace）勝出了1986年的澳門格蘭披治大賽車。

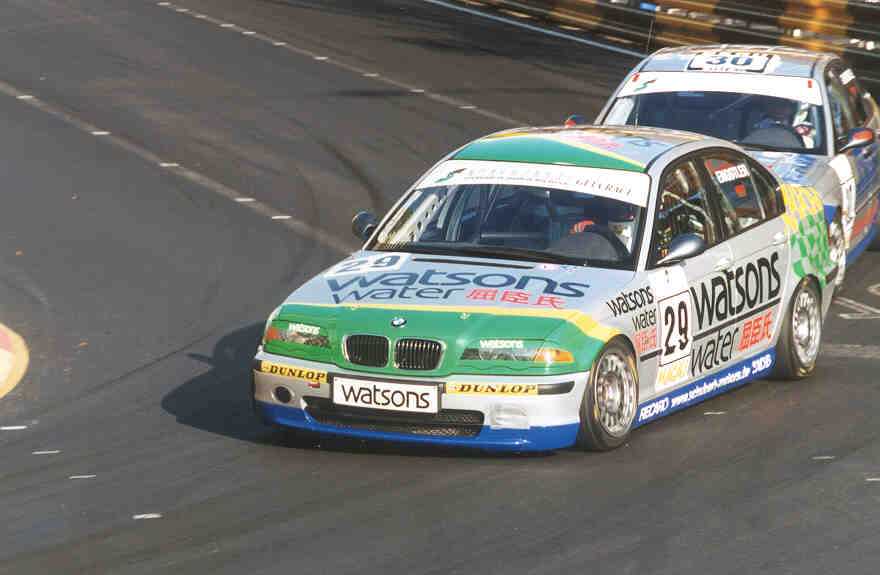
2002年東望洋大賽。由屈臣氏蒸餾水贊助的顏士拿（Franz Engstler）的寶馬駛入葡京彎。

自1985年，屈臣氏蒸餾水多次贊助澳門大賽車，當中為屈臣氏蒸餾水奪得冠軍的包括1985年東望洋大賽白加利（Gianfranco Brancatelli）、1986年三級方程式華萊士（Andy Wallace）、1987年三級方程式當連尼（Martin Donnelly）和1989年東望洋大賽夏菲（Tim Harvey）。
2000年代，由屈臣氏蒸餾水贊助的鄧肯·許士文四度奪得東望洋大賽冠軍。
2014年10月，由屈臣氏蒸餾水贊助的《香港哈爾濱冰雪節2014》為香港首届的冰雪節做指定蒸餾水贊助商。

## 廣告歌曲
2019年，阿肆為中國屈臣氏蒸餾水創作廣告歌曲《热爱105°C的你》，於2021年在抖音爆紅，多位知名藝人、網紅接連翻唱，引起廣大熱潮；其中105°C指的是蒸餾水的加熱溫度。